# Аурон
Аурон — гетероциклическое химическое соединение, разновидность флавоноидов, имеющее два изомера с (E)-и (Z)-конфигурациями. Молекула состоит из бензофурана, связанного с бензилидином в положении 2. В ауронах халконовые группировки заключены в пятичленное кольцо в отличие от флавоноидов, имеющих в своём составе шестичленное кольцо. Ауроны были описаны как фитоалексины, которые используются растениями в их защитном механизме от различных инфекций. Название «аурон» происходит от латинского слова aurum (золото) из-за золотисто-жёлтого цвета пигментов многих растений.

## Нахождение
Ауроны обнаружены в ряде цветков семейств Scrophulariaceae и Compositae. Жёлтый цветок львиного зева, вероятно, является одним из лучших источников ауронов. Однако ауроны также обнаруживаются в коре, древесине, листьях и проростках различных растений.

## Производные аурона
Ядро молекулы аурона формирует семейство производных, известных под общим названием как ауроны. Ауроны это растительные флавоноиды, отвечающие за жёлтую окраску цветков некоторых широко распространённых видов садовых растений, таких как львиный зев и космея. Ауроны состоят из 4'-хлор-2-гидроксиаурона (C15H11O3Cl) и 4'-хлораурона (C15H9O2Cl), которые также обнаружены в бурой глине Spatoglossum variabile.
Большинство ауронов имеют (Z)-конфигурацию, которая, согласно расчётам модели Остина 1,[3] более стабильна, но также существуют изомеры с (E)-конфигурацией, такие как (E)-3'-O-β-d-тетрагидрокси-7, 2'-диметоксиаурон, обнаруженные в Gomphrena agrestis.

## Биосинтез
Биосинтез ауронов начинают Коумарил кофермент-А.[5] Синтез аурезидина с катализа халконов, которые подвергают гидроксилированию с последующим окислением циклов.

## Биологическая активность
Ауроны обладают разнообразной биологической активностью, включая противовирусную, антибактериальную, противогрибковую, противовоспалительную, противоопухолевую, противомалярийную, антиоксидантную, нейрофармакологическую активность.